# Microxydia colorata
Microxydia colorata là một loài bướm đêm trong họ Geometridae.